# Seznam ameriških leksikografov
Seznam ameriških leksikografov.

## B
David Baltimore - David Barnhart - Robert Barnhart - 

## F
Isaac Kaufmann Funk - 

## G
Brent Galloway - Chauncey Allen Goodrich - Philip Babcock Gove - 

## H
William Torrey Harris - Richard Howard - 

## L
Caspar Levias (1860–1934) 

## M
William Chester Minor - Judah Monis - 

## N
William Allen Neilson - 

## S
David Shulman - Nicolas Slonimsky

## W
Noah Webster - William Dwight Whitney - Joseph Emerson Worcester - 